# الشريف (لقب)
الشريف (بالإنجليزية: The Honourable) هو سابقةٌ تشريفيَّة تُستخدم في بعض الدُول الناطقة بالإنجليزيَّة، وتُخلع عادةً على بعض الساسة أو الدبلوماسيين. ففي نطاق العلاقات الدُوليَّة، يُخلع هذا اللقب على نُوَّاب رؤساء البعثات الدبلوماسيَّة، وعلى القائمين بالأعمال، والقناصل العُموميُّون، والقناصل العاديُّون. تخلع وزارة الخارجيَّة الأمريكيَّة هذا اللقب على جميع رؤساء القُنصليَّات، سواء كانوا رؤساء فخريين أم عاديين يؤدون وظائفهم الموكلة إليهم من طرف حُكوماتهم.